# Administration générale des douanes
L'Administration générale des douanes (chinois simplifié : 海关总署 ; pinyin : Hǎiguān Zǒngshǔ) est une agence gouvernementale de statut ministériel en République populaire de Chine. Elle est chargée de la collecte de la taxe sur la valeur ajoutée (TVA), des droits de douane, des droits d'accise et d'autres impôts indirects comme la taxe sur le transport aérien de passagers, le prélèvement contre le changement climatique, les taxes sur les primes d'assurance et sur les décharges ainsi que les prélèvements sur les granulats. Elle est aussi responsable de la gestion des importations et des exportations de biens et de services en Chine. L'actuel ministre des Douanes, Ni Yuefeng (zh), est nommé en mars 2018.

## Emblème
L'emblème de l'Administration générale des douanes est conçu en 1951 par l'officier des douanes Chen Tiebao (陈铁保). Il est composé du drapeau chinois affublé d'une clé dorée croisée par le caducée d'Hermès.
L'emblème est officiellement adopté le 1er octobre 1953. Il n'est pas utilisé de 1966 à 1985, car considéré comme « trop capitaliste ».

## Liste des directeurs
- Directeur de l'Administration des douanes du gouvernement populaire central
  - Kong Yuan (zh) (octobre 1949-1953)

- Directeurs de l'Administration générale des douanes de la République populaire de Chine
  - Wang Runsheng (zh) (1980-1985)
  - Dai Jie (zh) (1985-1993)
  - Qian Guanlin (zh) (1993-avril 2001)
  - Mu Xinsheng (zh) (avril 2001-mars 2008)
  - Sheng Guangzu (en) Ministre des Douanes (mars 2008-février 2011)
  - Yu Guangzhou (en) Ministre des Douanes (avril 2011-20 mars)
  - Ni Yuefeng (zh) Ministre des Douanes (mars 2018 à aujourd'hui)